# Szalai István (lelkész)
Szalai István  (Somogyvisonta, 1816. június 9. – Szentes, 1878. március 6.) magyar református lelkész, filozófiai író.

## Élete
Édesapja Visontán volt iskolarektor és a falu jegyzője. Szalai István tanulmányait Csurgón, Losoncon és Debrecenben végezte, ahol azután négy évig köztanító és 1845. március 1-től szeptember 1-ig főiskolai senior is volt. Meglátogatta a bécsi, lipcsei, hallei és berlini egyetemet. 1846-ban debreceni káplán és még ez évben szikszói, 1852-ben szentmihályi, 1859-ben szentesi lelkész lett. A békésbánsági egyházmegye előbb főjegyzőjévé, 1876-ben pedig esperessé, a Magyar Tudományos Akadémia 1858. december 15-én levelező tagjának választotta.

## Művei
- Tapasztalati lélektan (Pest, 1858)
- Elméleti lélektan (Sárospatak, 1865)

### Kéziratban
A családi élet erkölcsi alapja a belőle folyó kötelességekkel együtt, 1870. (Akadémiai pályamű), Lélektani elmélete a boldogságnak, A szentírás magyarázatának rövid történelme és egyházi beszédek.